# Municipio de Johnson (condado de Scotland)
El municipio de Johnson (en inglés: Johnson Township) es un municipio ubicado en el condado de Scotland en el estado estadounidense de Misuri. En el año 2010 tenía una población de 204 habitantes y una densidad poblacional de 1,97 personas por km².

## Geografía
El municipio de Johnson se encuentra ubicado en las coordenadas 40°33′9″N 91°59′18″O / 40.55250, -91.98833. Según la Oficina del Censo de los Estados Unidos, el municipio tiene una superficie total de 103.7 km², de la cual 103,28 km² corresponden a tierra firme y (0,4 %) 0,42 km² es agua.

## Demografía
Según el censo de 2010, había 204 personas residiendo en el municipio de Johnson. La densidad de población era de 1,97 hab./km². De los 204 habitantes, el municipio de Johnson estaba compuesto por el 93,14 % blancos, el 5,88 % eran de otras razas y el 0,98 % eran de una mezcla de razas. Del total de la población el 5,88 % eran hispanos o latinos de cualquier raza.